# USS Fort Worth (LCS-3)
USS Fort Worth (LCS-3) — littoral combat ship типа «Фридом», первый корабль, названный в честь Форт-Уэрта, города в штате Техас, США.
Корабль получил своё имя 6 марта 2009 года.
11 июля 2009 года состоялась закладка корабля на верфи Marinette Marine Shipyard в городе Маринетт, штат Висконсин.
LCS-3 был введен в эксплуатацию 22 сентября 2012.